# Minol Messtechnik W. Lehmann
Die Unternehmensgruppe Minol Messtechnik W. Lehmann GmbH & Co. KG mit Hauptsitz in Leinfelden-Echterdingen und Produktionsstätten in Mulda/Sachsen und in Shanghai ist ein familiengeführter, internationaler Dienstleister für verbrauchsabhängige Energiekostenabrechnungen sowie ein Messgerätehersteller für die Immobilienwirtschaft und private Gebäudeeigentümer, der unter dem Markennamen Brunata Minol auftritt. Seit dem Zusammenschluss mit Zenner International agieren die Gesellschaften unter dem Namen Minol-Zenner-Gruppe.

## Geschichte

### Gründung und Anfänge
Vorgängerin der Minol Messtechnik W. Lehmann GmbH & Co. KG war die Minol Mineralölimport Stuttgart Werner Lehmann, gegründet 1948. 1952 wurde als Lizenznehmerin der dänischen Brunata die Brunata Wärmemesser in Stuttgart gegründet, die anfangs in Südwestdeutschland im Bereich Heizkostenabrechnung tätig war.
1974 wurde das Kerngeschäft der Abrechnungsdienstleistung um die Produktion und Entwicklung von Wasserzählern erweitert. 1983 folgte die Entwicklung des Heizkostenverteilers Minotherm II und der ersten Generation von Wärmezählern, und das Unternehmen begann mit dem Aufbau der deutschlandweiten Verbrauchsabrechnung. Ab 1991 wurden Wasserzähler in Mulda/Sa. produziert, zeitgleich begann die Entwicklung einer ersten Serie elektronischer Funk-Heizkostenverteiler. Ab 1994 entwickelte und produzierte das Unternehmen elektronische Wärmezähler. Nachdem Minol Messtechnik und Minol Brunata 1995 zusammengelegt wurden, trat das Unternehmen bundesweit mit dem Namen Minol Messtechnik auf, nur im Südwesten Deutschlands wurde weiterhin der traditionelle Markenname Brunata verwendet.

### Internationale Expansion und Gründung der Minol-Zenner-Gruppe
Unter dem Namen Minol MTR beteiligte sich das Unternehmen ab 1999 an den US-Firmen MTR Utilities und MTR National. 2001 begann der Qualitätssicherungsprozess mit Zertifizierung der Abrechnungsdienstleistung nach DIN EN ISO 9001:2000. Im August 2004 übernahm die Tochtergesellschaft Minol USA das Abrechnungsunternehmen U.S. Water Works in Boston, gefolgt von der Akquisition von Master Tek in Colorado im Folgejahr, wodurch Minol Messtechnik zum drittgrößten Abrechnungsdienstleister für Wohnungen auf dem amerikanischen Markt wurde.
Mit der Übernahme von Zenner International durch die Minol Messtechnik gründete sich 2005 die Minol-Zenner-Gruppe. In den folgenden Jahren expandierte das Unternehmen weiter, so übernahm es 2006 die polnische Skibatron Polska und 2007 die Minol Australia, ein Tochterunternehmen der Firma Multibill in Brisbane. Damit war die Minol-Zenner-Gruppe 2007 mit 1.600 Mitarbeitern in 60 Ländern vertreten.
Im Juli 2018 übernahm die Minol-Zenner-Gruppe den historischen Namensgeber, die dänische Brunata International, und bietet seitdem Submetering-Dienstleistungen europaweit an.
2019 beteiligte sich die Minol-Zenner-Gruppe an dem Photovoltaikanlagenanbieter Einhundert Energie. Ende 2019 begann eine Kooperation in dem Geschäftsbereich der Elektromobilität mit dem Unternehmen GP Joule Connect, die über den Kauf von Unternehmensanteilen im Dezember 2020 ausgeweitet wurde. Um den Einstieg in den Bereich der erneuerbaren Energien zu vollziehen, beteiligte sich die Gruppe im Jahr 2020 mit 25,1 % an der GP Joule in Reußenköge, Schleswig-Holstein. 2023 folgte eine Beteiligung von 20 % an der Ten31-Bank in Ottobrunn bei München.

## Unternehmensstruktur
Seit der Übernahme von Zenner International im Jahr 2005 agiert die Minol Messtechnik W. Lehmann GmbH & Co. KG als Minol-Zenner-Gruppe. Die Leitung obliegt Alexander Lehmann, Adriana Lehr und Ralf Görner. Das Unternehmen hat seinen Hauptsitz in Leinfelden-Echterdingen bei Stuttgart und betreibt Produktionsstätten in Mulda, Sachsen sowie in Shanghai, China.
Am Standort in Mulda findet die Abrechnung, das Zählermanagement, Vertriebssupport, Vertragsmanagement, Kundenbetreuung und der unternehmensweite IT-Support statt.
Bundesweit gibt es 20 Niederlassungen mit über 900 Servicestationen. Die Gesellschaft beschäftigt 750 Mitarbeiter in Deutschland und 4.250 weltweit im Rahmen der Minol-Zenner-Gruppe.

## Produkte und Dienstleistungen
Der Dienstleistungsbereich beschäftigt sich primär mit der wohnungsweisen verbrauchsabhängigen Abrechnung von Heiz- und Betriebskosten. Zudem bietet das Unternehmen einen Rauchwarnmelderservice, Legionellenprüfung und die Erstellung von Energieausweisen an. Ferner entwickelt und vertreibt die Minol-Zenner-Gruppe Technologien des Internets der Dinge.
Der Produktions- und Entwicklungsbereich beschäftigt sich seit 2007 gemeinsam mit der Zenner International am Standort Mulda mit Wärme-, Kälte- und Wasserzählern sowie spezialisierter Software für diese Bereiche. Daneben stellt das Unternehmen elektronische Funk- und Heizkostenverteiler sowie Rauchwarnmelder her. Über die Firma Einhundert Energie finanziert, installiert und vertreibt das Unternehmen Photovoltaikanlagen und die entsprechende Zählertechnik für Strom und Wasser sowie für Wärmepumpen. Zudem besteht eine Kooperation mit GP Joule Connect im Bereich der Elektromobilität und die Unternehmen bieten Beratung, die technische und organisatorische Planung sowie die Installation von Ladesäulen und Wallboxen an.
Die digitale Messtechnik und das Abrechnungssystem ermöglichen eine rechtskonforme Heizkostenabrechnung gemäß der Verordnung über Heizkostenabrechnung.

## Kartellrechtliche Aspekte des Submetering-Geschäfts
Im Mai 2017 veröffentlichte das Bundeskartellamt eine „Sektoruntersuchung bei Ablesediensten von Heiz- und Wasserkosten“ mit dem Ergebnis, dass im Markt der Ablesedienste für Heiz- und Wasserkosten erhebliche Anhaltspunkte für das Vorliegen eines wettbewerbslosen Oligopols vorliegen, dem zumindest die beiden Marktführer Techem und Ista International, möglicherweise aber auch Minol Messtechnik W. Lehmann, Kalorimeta und Brunata-Metrona angehören. So beherrschten wenige große Unternehmen den Markt für Ablesedienste von Heiz- und Wasserkosten (auf die beiden größten Anbieter Techem und Ista entfallen zusammen 50 % Marktanteil, die größten fünf Anbieter kommen zusammen auf 70 %).

### Kritikpunkte des Bundeskartellamts
Hauptkritikpunkte äußerte das Bundeskartellamt sowohl an Strukturmerkmalen als auch an bestimmten Verhaltensweisen der Submetering-Anbieter, die „dem Kunden einen Anbieterwechsel erschweren und damit geeignet sind, den Wettbewerb zwischen den Submetering-Anbietern zu begrenzen“. Darunter fiel insbesondere die fehlende Verwendung eines offenen technischen Standards, sodass jeder Anbieter bei einem Dienstleisterwechsel die Zähler auslesen könnte; bemängelt wurden auch die uneinheitlichen Eichfristen sowie die fehlende Preistransparenz im Rahmen der Nebenkostenabrechnung für den Mieter. Ein weiterer Kritikpunkt war das Dreiecksvertragsverhältnis zwischen Ablesefirma, Mieter und Vermieter, weil die Kosten für das Ablesen vom Mieter getragen werden, die Auswahl und die Beauftragung des Ablesedienstes aber der Vermieter trifft. Dadurch bestehe wenig Anreiz für den Vermieter, einen möglichst günstigen Anbieter für den Mieter zu finden.

### Umsetzung der Empfehlungen des Bundeskartellamts
Das Bundeskartellamt gab auf Grundlage der Kritikpunkte Empfehlungen für „Maßnahmen zur Belebung des Wettbewerbs bei Ablesediensten“ ab. Die Empfehlung zur Förderung der Interoperabilität von Zählern wurde 2022 mit Einführung des § 5 Absatz 5 der Verordnung über Heizkostenabrechnung festgelegt. Seit dem 3. November 2021 ist zudem die Eichfrist einheitlich auf 6 Jahre normiert, gemäß § 34 Absatz 1 Satz 1 Nr. 1 der Mess- und Eichverordnung in Verbindung mit Anlage 7 Nr. 7.1 der Mess- und Eichverordnung, damit Submetering-Kunden nach der festgelegten Vertragslaufzeit die Möglichkeit haben, zu anderen Anbietern zu wechseln.

## Namensgleichheit
Es besteht eine Namensgleichheit zu VEB Minol, einem Unternehmen, das im Bereich des Kraftstoffvertriebs tätig war. Zwar hat Minol Messtechnik auch seine Ursprünge im Vertrieb von Mineralöl und den Namen aus dem gleichen Grund wie die VEB Minol gewählt. Dies geschah jedoch rein zufällig.